# Saison 2010 des Marlins de la Floride
La saison 2010 des Marlins de la Floride est la 18e saison en ligue majeure pour cette franchise. Avec 80 victoires pour 82 défaites, les Marlins terminent troisièmes de la division Est de la Ligue nationale.

## Intersaison

### Arrivées
- Le joueur d'avant-champ Mike Lamb accepte le 11 février 2010 un contrat des ligues mineures[1].
- Le lanceur Nate Robertson est acquis des Tigers de Détroit en retour du lanceur Jay Voss[2].

### Prolongations de contrats
- Le lanceur partant Josh Johnson obtient le 14 janvier une prolongation de contrat de 4 ans pour 39 millions de dollars[3].

### Grapefruit League
33 rencontres de préparation sont programmées du 3 mars au 3 avril à l'occasion de cet entraînement de printemps 2010 des Marlins.
Avec 14 victoires et 14 défaites, les Marlins terminent 8e de la Grapefruit League et enregistrent la 9e performance des clubs de la Ligue nationale.

## Saison régulière

### Classement
| Ligue nationale (Division Est) | V  | D  | %    | GB |
| ------------------------------ | -- | -- | ---- | -- |
| Phillies de Philadelphie       | 97 | 65 | .599 | -  |
| Braves d'Atlanta               | 91 | 71 | .562 | 6  |
| Marlins de la Floride          | 80 | 82 | .494 | 17 |
| Mets de New York               | 79 | 83 | .488 | 18 |
| Nationals de Washington        | 69 | 93 | .426 | 28 |

### Résultats
| Légende              | Légende             | Légende       |
| victoire des Marlins | défaite des Marlins | match reporté |
| -------------------- | ------------------- | ------------- |

#### Avril
La série de 21 matchs consécutifs avec au moins un coup sûr de Jorge Cantú prend fin le 24 avril lors du second match face aux Rockies du Colorado. Cette série qui avait débuté en fin de saison 2009 place Cantú au cinquième rang dans ce domaine chez les Marlins, loin derrière la série de 35 matchs de Luis Castillo en 2002.

#### Mai
Le 10 mai lors de la rencontre contre les Cubs de Chicago à Wrigley Field, Cody Ross parvient à voler le marbre en septième manche.

#### Juillet
- Le 21 juillet, le lanceur Nate Robertson est libéré de son contrat[7].
- Le 29 juillet, Jorge Cantu est transféré aux Rangers du Texas en retour de deux lanceurs droitiers des ligues mineures, Evan Reed et Omar Poveda[8].
- Le 31 juillet, le lanceur gaucher Will Ohman passe aux Marlins. Ceux-ci cèdent en retour aux Orioles de Baltimore le lanceur gaucher des ligues mineures Rick VanderHurk[9].